# Liste der Kellergassen in Sulz im Weinviertel
Die Liste der Kellergassen in Sulz im Weinviertel führt die Kellergassen in der niederösterreichischen Gemeinde Sulz im Weinviertel an.
| Foto |                 | Kellergasse               | Standort                | Beschreibung |
| ---- | --------------- | ------------------------- | ----------------------- | --- |
| BW   | Datei hochladen | Hintaus                   | KG: Erdpreß Standort    | Die beidseitige Einzelkellergasse liegt in einem Hohlweg und in einem Graben im südlichen Hintaus. Auf 500 Metern Länge befinden sich 27 Keller in unterschiedlichen Bauformen, davon zwei Um- oder Neubauten. Zwei Drittel der Keller sind erneuerungsbedürftig. Die älteste Datierung ist von 1804. |
| BW   | Datei hochladen | Hofäcker                  | KG: Erdpreß Standort    | Die einseitige Einzelkellergasse liegt in Hanglage im nördlichen Hintaus. Auf 250 Metern Länge befinden sich 21 Keller in unterschiedlichen Bauformen und zwei Scheunen. Knapp die Hälfte der Keller ist erneuerungsbedürftig oder verfallen. Die Keller sind mehrheitlich giebelständig. Die älteste Datierung ist von 1882. |
| ja   | Datei hochladen | Am Steinberg              | KG: Niedersulz Standort | Die beidseitige Einzelkellergasse liegt nordöstlich außerhalb des Orts, teils an einer Geländekante, teils in der Ebene. Auf 550 Metern Länge befinden sich 34 Gebäude, davon drei Um- oder Neubauten. Die Mehrheit der Keller hat Schildmauerform. Die Hälfte der Keller ist erneuerungsbedürftig oder verfallen. Die älteste Datierung ist von 1860. |
| ja   | Datei hochladen | Hintaus (bei der Kirche)  | KG: Niedersulz Standort | Die einseitige Kellergassensystem liegt an Geländekanten im nordwestlichen Hintaus: von der Kirche bis zum westlichen sowie bis zum nördlichen Ortsrand. Auf insgesamt 400 Metern Länge befinden sich 43 Gebäude, davon fünf Um- oder Neubauten und vier Scheunen. Die Keller haben unterschiedliche Bauformen, wobei die Keller in Schildmauerform sich vorwiegend im westlichsten Bereich befinden. Ein Viertel der Keller ist erneuerungsbedürftig. Die älteste Datierung ist von 1882. |
| ja   | Datei hochladen | Hohenruppersdorfer Straße | KG: Niedersulz Standort | Die einseitige Einzelkellergasse liegt an einer Geländekante südlich außerhalb des Orts. Auf 750 Metern Länge befinden sich 38 Gebäude, davon fünf Um- oder Neubauten. Die Mehrheit der Keller hat Schildmauerform. Zwei Drittel der sind erneuerungsbedürftig oder verfallen. Die älteste Datierung ist von 1937. |
| ja   | Datei hochladen | Kleine Kellergasse        | KG: Niedersulz Standort | Die einseitige Einzelkellergasse liegt in einem Graben nördlich außerhalb des Orts. Auf 50 Metern Länge befinden sich fünf Keller, teils traufständig, teils in Schildmauerform. Die Keller sind überwiegend erneuerungsbedürftig. |
| ja   | Datei hochladen |                           | KG: Niedersulz Standort | Im nordöstlichen Hintaus befinden sich einige Keller, darunter der denkmalgeschützte Zehentkeller, der mit 1652 bezeichnet ist. |
| ja   | Datei hochladen | Kellergasse Museumsdorf   | KG: Niedersulz Standort | Am südwestlichen Rand des denkmalgeschützten Museumsdorfs Niedersulz befindet sich eine Kellergasse, bestehend aus Presshäusern aus anderen Ortschaften, die hier wieder aufgebaut wurden, meist ohne dass eine Kellerröhre gegraben wurde. Sie umfasst: ein Presshaus aus Drösing von 1875 mit zwei Baumpressen; ein Presshaus und Schüttkasten aus Hüttendorf, in dem sich eine Vinothek befindet; ein zweigeschoßiges Presshaus mit Schüttkasten aus Kleinschweinbarth mit zwei Spindelpressen; ein Presshaus mit Schüttkasten aus Ladendorf; ein Presshaus von 1871 aus Großinzersdorf mit Steinpresse; ein Presshaus von 1752 aus Eibesthal. |
| BW   | Datei hochladen | Am Anger                  | KG: Obersulz Standort   | Die einseitige Einzelkellergasse befindet sich in einer Mulde am südwestlichen Hintaus. Auf 200 Metern Länge befinden sich 27 Keller, davon vier Um- oder Neubauten. Die Mehrheit der Keller ist giebelständig; die Hälfte ist erneuerungsbedürftig. Die älteste Datierung ist von 1890. |
| ja   | Datei hochladen | Hintaus                   | KG: Obersulz Standort   | Das einseitige Kellergassensystem befindet sich an einer Geländekante und in einem Hohlweg am westlichen Ortsrand bzw. im westlichen Hintaus. Auf 200 Metern Länge befinden sich 13 Keller, davon vier Um- oder Neubauten. Die Keller haben unterschiedliche Bauformen; mehr als die Hälfte der Keller erneuerungsbedürftig. Die älteste Datierung ist von 1890. |
| BW   | Datei hochladen | In den Ziegelgstetten     | KG: Obersulz Standort   | Die beidseitige Einzelkellergasse befindet sich in einem Graben südwestlich knapp außerhalb des Orts. Auf 350 Metern Länge befinden sich 39 Keller, davon vier Um- oder Neubauten. Die Keller haben unterschiedliche Bauformen; fast zwei Drittel der Keller sind erneuerungsbedürftig oder verfallen. Die älteste Datierung ist von 1868. |
| BW   | Datei hochladen | In der Klausen            | KG: Obersulz Standort   | Die beidseitige Einzelkellergasse liegt in einem Hohlweg am östlichen Ortsrand. Auf 150 Metern Länge befinden sich 18 Gebäude, davon zwei Um- oder Neubauten. Die Keller sind mehrheitlich traufständig. Zwei Drittel der Keller sind erneuerungsbedürftig. Die älteste Datierung ist von 1874. |
| BW   | Datei hochladen | In der Lehmgrube          | KG: Obersulz Standort   | Die beidseitige Einzelkellergasse liegt in einem Hohlweg nordöstlich knapp außerhalb des Orts. Auf 200 Metern Länge befinden sich 22 Keller, davon vier Um- oder Neubauten. Die Keller sind mehrheitlich in Schildmauerform; fast die Hälfte der Keller ist erneuerungsbedürftig oder verfallen. |
| BW   | Datei hochladen | Wachtberg                 | KG: Obersulz Standort   | Das beidseitige Einzelkellergasse liegt in einer Mulde östlich knapp außerhalb des Orts, am östlichen Rand des Hausbergs. Auf 200 Metern Länge befinden sich 12 Gebäude, davon zwei Um- oder Neubauten mit Wohnnutzung. Die Mehrheit der Keller ist in Schildmauerform. Die älteste Datierung ist von 1872. |
| BW   | Datei hochladen |                           | KG: Obersulz Standort   | In der Ebene nördlich außerhalb des Orts befand sich früher ein Kellerensemble. Die Keller sind nicht mehr erhalten. Anmerkung: Im Franziszeischen Kataster sind sechs Objekte eingezeichnet. Laserscan-Aufnahmen deuten darauf hin, dass der Großteil des Geländes eingeebnet wurde; nur im nordwestlichen, dicht verwachsenen Teil scheinen noch die Böschungen zweier ehemaliger Erdkeller erhalten zu sein. |

| Foto:                    | Fotografie der Kellergasse (Gesamtheit). Klicken des Fotos erzeugt eine vergrößerte Ansicht. Daneben finden sich zwei Symbole: \| Weitere Bilder vorhanden \| Das Symbol bedeutet, dass weitere Fotos des Objekts verfügbar sind. Durch Klicken des Symbols werden sie angezeigt. \| \| Eigenes Foto hochladen \| Durch Klicken des Symbols können weitere Fotos des Objekts in das Medienarchiv Wikimedia Commons hochgeladen werden. \| |
| Name:                    | Bezeichnung der Kellergasse |
| Standort:                | Es ist die Katastralgemeinde (KG) angegeben. Durch Aufruf des Links Standort wird die Lage der Kellergasse in verschiedenen Kartenprojekten angezeigt. |
| Beschreibung             | Kurze Beschreibung der Kellergasse |
| Weitere Bilder vorhanden | Das Symbol bedeutet, dass weitere Fotos des Objekts verfügbar sind. Durch Klicken des Symbols werden sie angezeigt. |
| Eigenes Foto hochladen   | Durch Klicken des Symbols können weitere Fotos des Objekts in das Medienarchiv Wikimedia Commons hochgeladen werden. |